# Jumper
Jumper és una pel·lícula dels Estats Units i del Canadà del 2008 basada en la novel·la homònima de Steven Gould, dirigida per Doug Liman i protagonitzada per Hayden Christensen, Jamie Bell, Rachel Bilson i Samuel L. Jackson.

## Sinopsi
En David Rice (Hayden Christensen) és un estudiant de quinze anys que viu a Ann Arbor, a Michigan. Viu sol amb el seu pare, atès que la seva mare va desaparèixer quan ell tenia cinc anys. Un dia, cau per accident en un riu glaçat, i de sobte es troba en una biblioteca, i descobreix que té la capacitat de desplaçar-se instantàniament a qualsevol indret que hagi visitat abans. Fa servir el seu talent per entrar dins d'un banc i fer-hi un robatori per començar una nova vida a Nova York, lluny de la seva família.
Vuit anys després, aquell robatori comès quan tenia quinze anys permet a en Roland Cox (Samuel L. Jackson) retrobar-lo per atacar-lo. Intenta matar en David amb uns braçalets electrificats capaços d'impedir-li que es concentri per teletransportar-se. En David, però, escapa, i es troba a la seva vila natal, on es troba amb la seva amiga d'infància, la Millie (Rachel Bilson). Junts, se'n van de viatge a Roma, i en David fa ús del seu talent per seduir la Millie. Es troba amb en Griffin (Jamie Bell), un altre jumper que té les mateixes capacitats que ell. Els ataquen uns individus que en Griffin descriu com Paladins, membres d'una societat secreta que disposen de mitjans per copsar els seus salts i eliminar-los, perquè segons ells només Déu hauria de poder estar a tots els llocs alhora.